# غالاغا 91
غالاغا (بالإنجليزية: Galaga '91)، هي لعبة فيديو يابانية، من تطوير ونشر شركة نامكو، صدرت اللعبة في الأسواق سنة 1991، وتعمل حصرياً لمنصة غايم غير.